# 陈仲权
陈仲权(1880年—1915年11月)，清朝末年民国初年著名的革命党人，嘉兴辛亥革命“七君子”之一。陈仲权名以义，字仲权，以字行世，浙江省嘉兴人。

## 生平
陈仲权少年时胸怀大志，不应科举之试，而在家乡研习经世致用之学。清朝光绪三十年（1904年），陈仲权赴日本留学，入读著名的早稻田大学。在日本期间，陈仲权先后结识了一批著名的革命党人，包括国民党元老孙中山、宋教仁、黄兴、陈英士、褚辅成等人。光绪31年（1905年），陈仲权加入同盟会，是嘉兴籍的最早会员。
1915年11月，陈仲权遭毒害致死。

## 著作
- 《西洋革命史》（为陈仲权流亡日本时编著）
- 《倚云楼唱和集》（为陈仲权遗著）

## 遗迹
- 陈仲权墓（与金蓉镜墓毗连）